# 罗宾·勒·波伊德温
罗宾·勒·波伊德温（Robin Le Poidevin，1962年—）是利兹大学的形而上学教授，其个人兴趣包括不可知论、宗教哲学和形而上学。他于1989年进入利兹大学哲学系，后在牛津大学获得文学硕士学位，在剑桥大学获得哲学博士学位。他还是英国宗教哲学学会现任副主席。

## 出版物

### 书籍
- [变化，原因和矛盾——对时空理论的辩护]. 伦敦: 麦克米伦出版公司. 1991. ISBN 978-0333542866 （英语）.
- [争辩无神论——宗教哲学概论]. 伦敦: 劳特里奇. 1996. ISBN 978-0415093385 （英语）.
- [四维旅行——时空之谜]. 牛津: 牛津大学出版社. 2003. ISBN 978-0198752554 （英语）.
- [时间的图像——时间表现的论文]. 牛津: 牛津大学出版社. 2007. ISBN 978-0199575510 （英语）.
- [不可知论——简短介绍]. 牛津: 牛津大学出版社. 2010. ISBN 978-0199575268 （英语）.

### 论文
- [时间的体验和感知]. 斯坦福哲学百科全书 (学位论文). 2000-08-28  [2020-06-21]. （原始内容存档于2021-04-09） （英语）.